# Julieta Castellán
Julieta Castellán Goytía  (n. 1972) es una jugadora de hockey sobre césped argentina, ya retirada. Obtuvo la medalla de oro en el Campeonato Mundial Junior de 1993 en Tarrasa, España, medalla de plata en el Campeonato Mundial de Dublín, Irlanda en 1994 (con la selección mayor) y medalla de oro en los Juegos Panamericanos de 1995. Participó en los Juegos Olímpicos de Atlanta 1996.

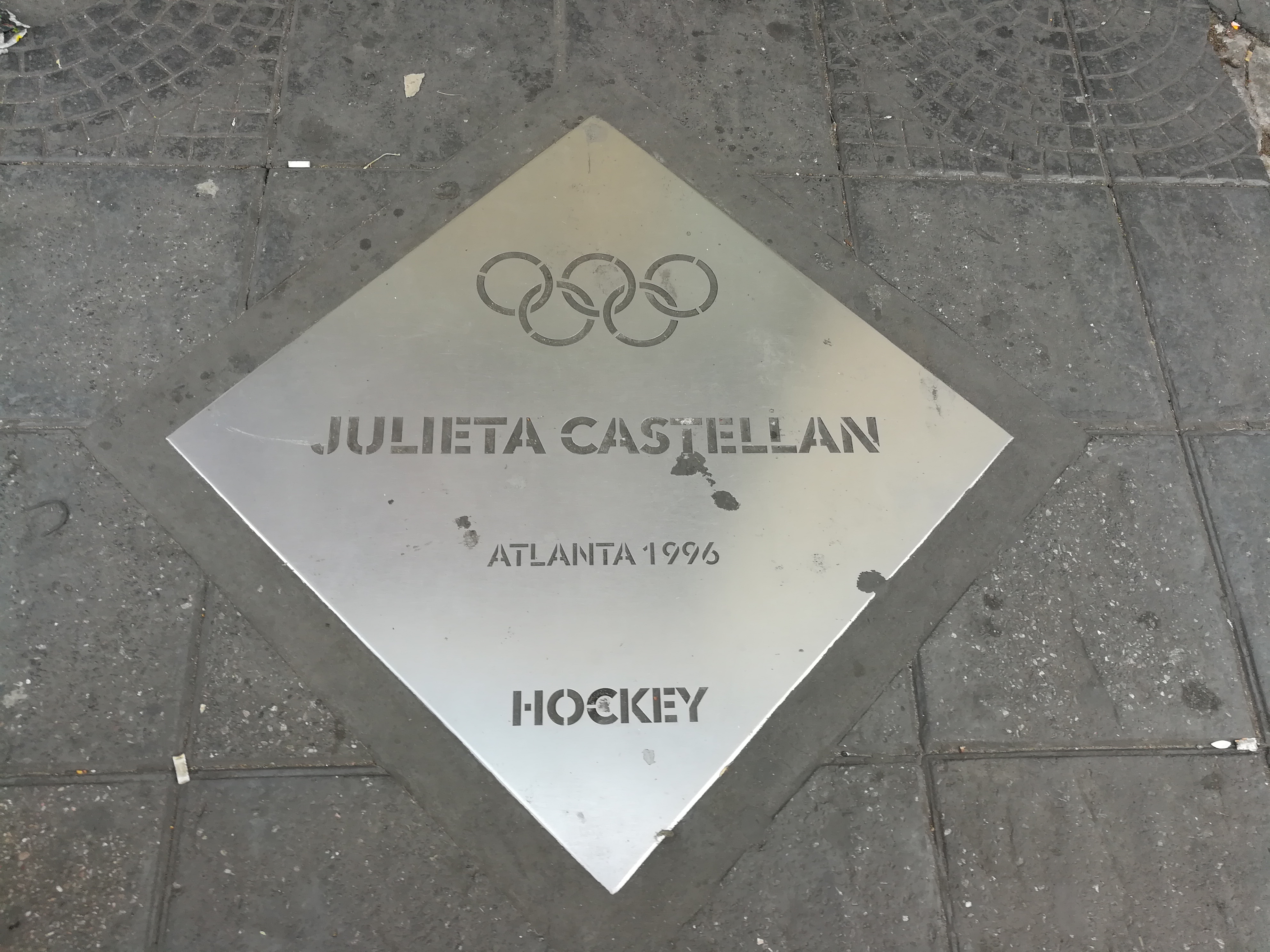
Placa homenaje a Castellán en el Paseo de los Olímpicos de Rosario.

## Biografía
Julieta perteneció al Jockey Club de Rosario. En 1992, fue convocada a la Selección argentina.
En 1993, integró la Selección junior que obtuvo el Campeonato Mundial en Tarrasa, España en 1993
En 1994, integró la selección mayor que fue subcampeona en el Campeonato Mundial de Dublín, Irlanda en 1994. Recibió el Premio Clarín Deportivo a la revelación en hockey sobre césped en 1994.
En 1995, integró el equipo que ganó la medalla de oro en los Juegos Panamericanos de Mar del Plata.
En 1996, integró el equipo de Las Leonas que participó en los Juegos Olímpicos de Atlanta, donde el equipo finalizó 7º obteniendo diploma olímpico.
En el 2000, integró el equipo Invitación XI, conformado por importantes jugadoras del hockey argentino para enfrentar a Las Leonas, en un partido homenaje por la obtención de la medalla de plata en los Juegos Olímpicos de Sídney 2000.
Luego de su retiro, se ha desempeñado en el área de Formación Profesional en la Universidad Austral.